# Chi Sâm mùng tơi
Chi Sâm mùng tơi (danh pháp khoa học: Talinum) là một chi thực vật mọng nước thân thảo trong họ Talinaceae (trước đây đặt trong họ Portulacaceae). Một vài loài có lá ăn được, và loài Talinum fruticosum được trồng rộng khắp trong khu vực nhiệt đới để làm rau ăn lá. Sâm mùng tơi (Talinum paniculatum) còn được trồng làm cây cảnh.

## Các loài
Các loài hiện tại được Plants of the World Online (POWO) công nhận như sau:
- Talinum albiflorum (Appleq.) Christenh. & Byng, 2018
- Talinum ankaranense (Appleq.) Christenh. & Byng, 2018
- Talinum arnotii Hook.f., 1876
- Talinum aurantiacum Engelm., 1850
- Talinum boivinianum (Baill.) Christenh. & Byng, 2018
- Talinum bosseri (Appleq.) Christenh. & Byng, 2018
- Talinum caffrum (Thunb.) Eckl. & Zeyh., 1836
- Talinum crispatulum Dinter, 1927
- Talinum dauphinense (Scott Elliot) Christenh. & Byng, 2018
- Talinum domingense Urb. & Ekman, 1928
- Talinum fruticosum (L.) Juss., 1789: Sâm đất ba cạnh.
- Talinum grevei (Danguy) Christenh. & Byng, 2018
- Talinum humbertii (Appleq.) Christenh. & Byng, 2018
- Talinum latifolium (Appleq.) Christenh. & Byng, 2018
- Talinum lineare Kunth, 1823
- Talinum microphyllum (Eggli) Christenh. & Byng, 2018
- Talinum nocturnum Bacig., 1993
- Talinum pachypodum (Eggli) Christenh. & Byng, 2018
- Talinum paniculatum (Jacq.) Gaertn., 1791: Sâm mùng tơi, sâm đất, sâm thảo, thổ nhân sâm, thổ Cao Ly sâm.
- Talinum polygaloides Gillies ex Arn., 1831
- Talinum porphyreum M.Mend. & J.R.I.Wood, 2013
- Talinum portulacifolium (Forssk.) Asch. ex Schweinf., 1896
- Talinum sonorae D.J.Ferguson, 2020
- Talinum tenuissimum Dinter, 1914
- Talinum tsitondroinense (Appleq.) Christenh. & Byng, 2018
- Talinum tuberosum (Benth.) P.Wilson, 1932
- Talinum xerophilum (Appleq.) Christenh. & Byng, 2018

### Trước đây xếp trong chi này
- Calandrinia ciliata (Ruiz & Pav.) DC. (như là T. ciliatum Ruiz & Pav)
- Phemeranthus mengesii (W.Wolf) Kiger (như là T. mengesii W.Wolf)
- Phemeranthus parviflorus (Nutt.) Kiger (như là T. parviflorum Nutt.)
- Lewisia pygmaea (A.Gray) B.L.Rob. (như là T. pygmaeum A.Gray)
- Phemeranthus rugospermus (Holz.) Kiger (như là T. rugospermum Holz.)
- Phemeranthus spinescens (Torr.) Hershk. (như là T. spinescens Torr.)
- Montiopsis umbellata (Ruiz & Pav.) D.I.Ford (như là T. umbellatum Ruiz & Pav.)

## Hình ảnh

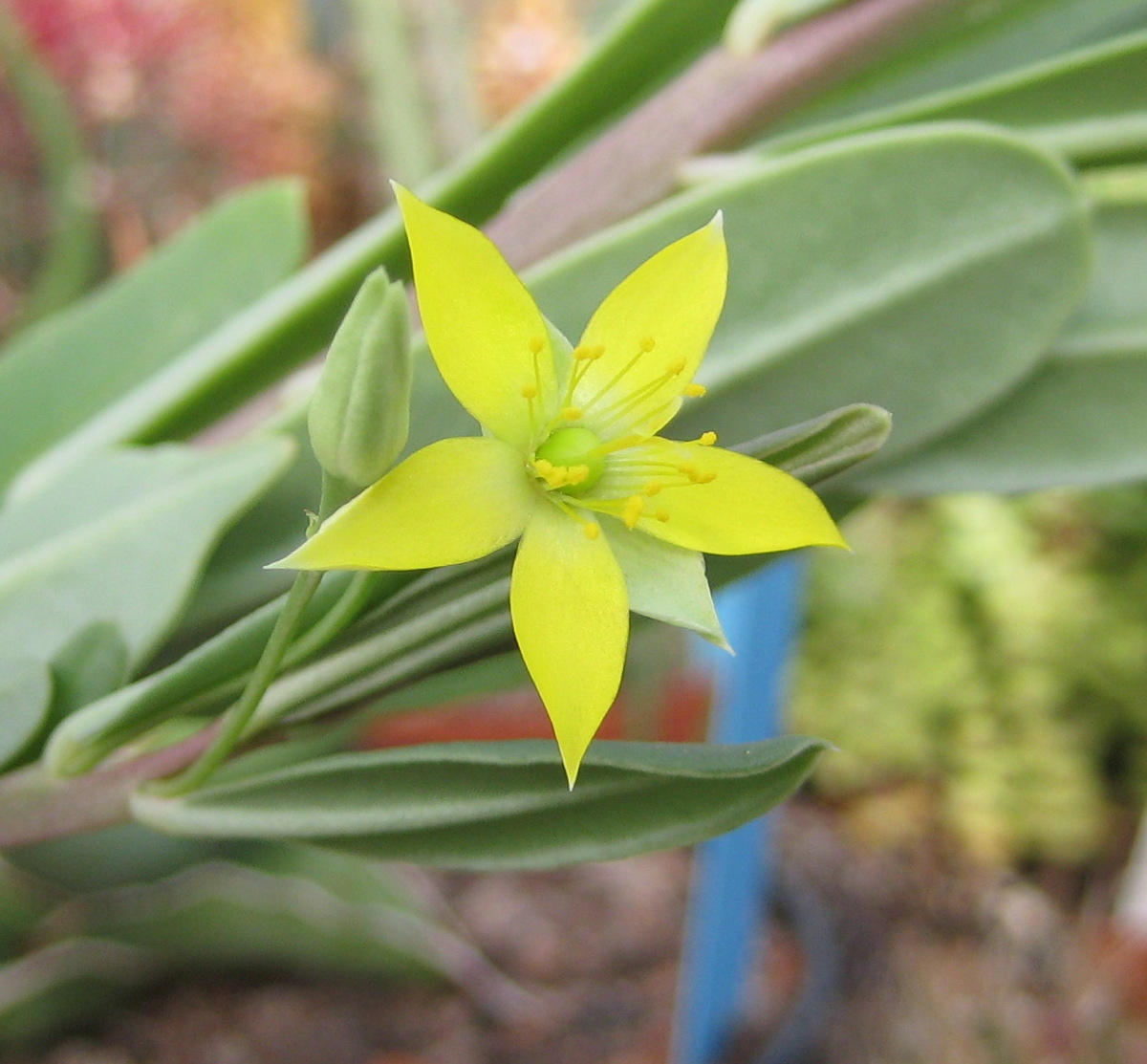
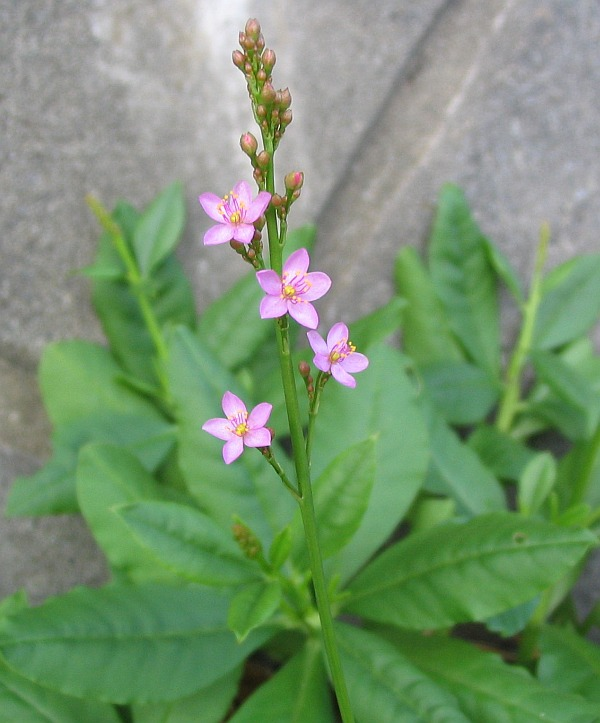
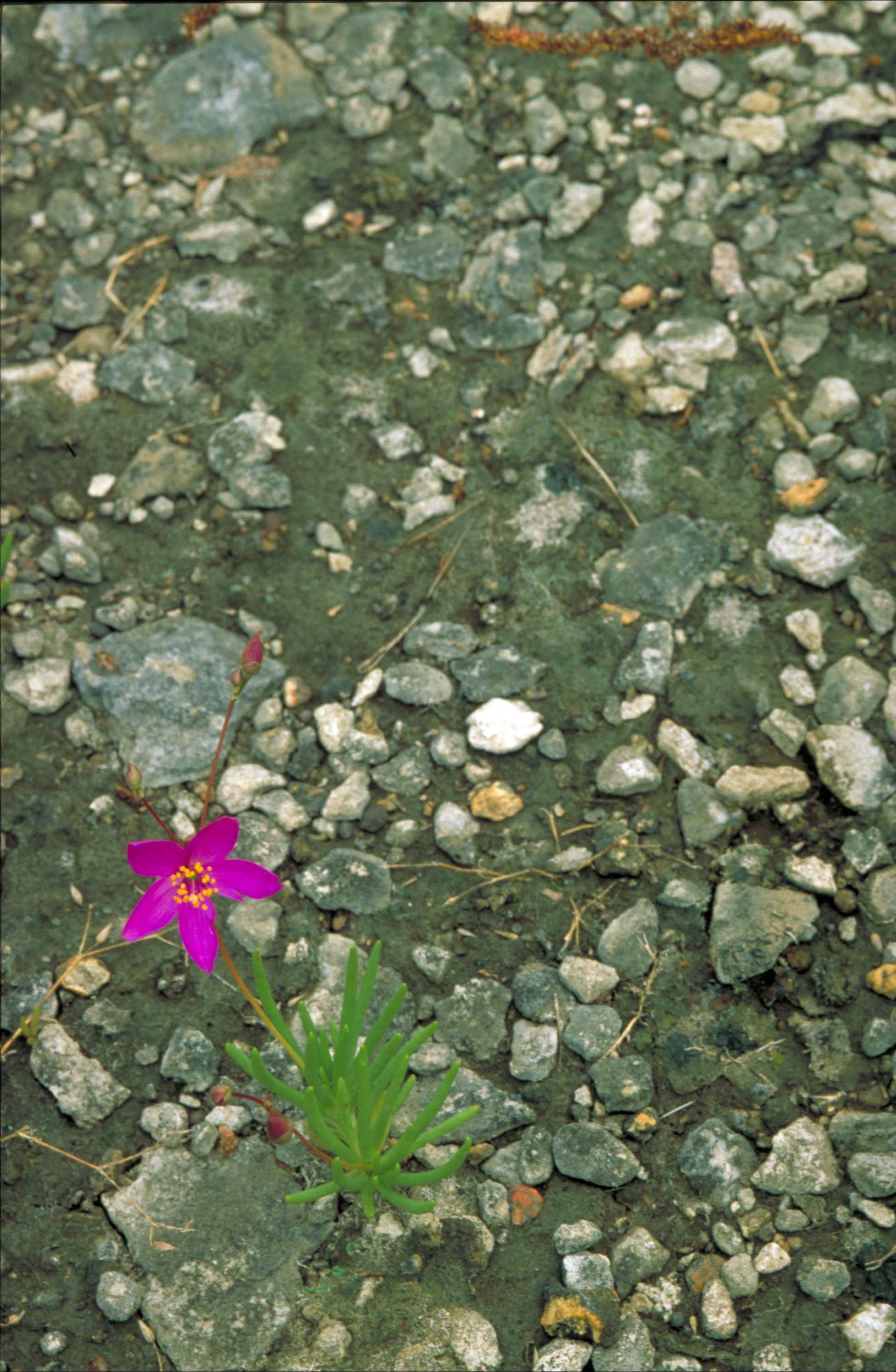